# منتخب بريطانيا العظمى تحت 18 سنة لهوكي الجليد للسيدات
منتخب بريطانيا العظمى تحت 18 سنة لهوكي الجليد للسيدات هو ممثل بريطانيا العظمى الرسمي في المنافسات الدولية في هوكي الجليد في فئة هوكي الجليد للسيدات ‏ تحت 18 سنة.

## طالع أيضًا
- منتخب بريطانيا العظمى تحت 18 سنة لهوكي الجليد للرجال